# マサカリテングハギ
マサカリテングハギ(学名：Naso mcdadei)は、ニザダイ科に分類される海水魚の一種。インド太平洋に分布する。

## 分類と名称
2002年に記載され、日本では2013年に初めて記録された。種小名は本種の標本を採集した Michael McDade への献名。標準和名の由来は本種の角張った頭部や細長い体型が刃渡りの広い斧である鉞(まさかり)を連想させるため。

## 形態
全長は最大75 cm。体は側扁し、頭部に角状の突起は無く、吻背縁が突出するため、角張った形状となる。眼前部に溝をもち、眼球上部にはひさしが存在する。体色は灰色がかった茶色で、腹側は色が薄い。背鰭縁は青白く、尾鰭は黄色で、後縁は黒色。頭部背面に薄い帯状の模様が入る。尾柄の両側に2つずつ黄色がかった茶色の骨質板をもつ。尾鰭は截形で、上下の端の条は伸びない。背鰭は5棘と28 - 31軟条から、臀鰭は2棘と26 - 29軟条から成る。

## 生態
インド洋西部、オーストラリア東部、台湾に分布。日本では相模湾、東シナ海、尾鷲湾で見られるが、発見例は少ない。水深5 - 65 mの沖合のサンゴ礁から岩礁域、崖部分に生息する。単独もしくは群れで生活し、藻類や動物プランクトンを捕食する。

## 人間との関係
日本では東シナ海などで稀に漁獲される。